# Gare de Remy (Oise)
La gare de Remy (Oise) est une gare ferroviaire française de la ligne de Rochy-Condé à Soissons, située sur la commune de Remy, dans le département de l'Oise, en région Hauts-de-France. 
C'est une halte ferroviaire de la Société nationale des chemins de fer français (SNCF), desservie par des trains régionaux du réseau TER Hauts-de-France.

## Situation ferroviaire
Établie à 68 m d'altitude, la gare de Remy (Oise) est située au point kilométrique (PK) 53,815 de la ligne de Rochy-Condé à Soissons, entre les gares d'Estrées-Saint-Denis et de Compiègne. Elle constitue le dernier point d'arrêt en service sur la ligne avec Compiègne (Rochy-Condé, Clermont de l'Oise et Soissons sont d'anciennes gares de bifurcation préservées par le maintien des autres lignes qu'elles desservent mais non desservies par la relation Rochy (Beauvais)-Soissons).

## Histoire
La section de voie ferrée d'Estrées-Saint-Denis à Compiègne via Remy, est mise en service le 12 mai 1880.
Le 2 août 1944, en gare de Remy, un train allemand de nitroglycérine et munitions explose lors d'une attaque aérienne effectuée par des pilotes américains. Sous la violence du souffle de l'explosion, un pilote américain, Houston Lee Braly Junior, trouve la mort dans le crash de son avion. Un jeune homme de 14 ans est coupé en deux par la projection d'un rail tandis que la gare et son quartier sont rasés, les toitures sont arrachées et les vitraux de l'église, distante de près d'un kilomètre, sont soufflés.
La station est fermée, le quai et les installations détruits au cours des années 1980, les trains ne s'y arrêtent plus. En 2007 des travaux d'améliorations ont lieu entre Estrées-Saint-Denis et Compiègne, ils concernent le renouvellement et la rectification du tracé de la voie ferrée, la gare de Remy est rouverte et pourvue d'un nouveau quai adapté aux normes UIC internationales. Sur cette section de ligne, la vitesse des trains passe de 80 à 140 km/h.
Le 15 décembre 2009, le président du conseil régional de Picardie et le directeur régional de la SNCF prennent un TER omnibus (arrêt dans toutes les gares et haltes) en gare de Compiègne pour aller jusqu'à Amiens, il s'agit de l'inauguration de la rénovation complète de la voie (travaux achevées le 28 juin 2009) et de la mise en service du nouveau matériel roulant.

## Service des voyageurs

### Accueil
Halte SNCF, c'est un point d'arrêt non géré (PANG) à entrée libre.

### Desserte

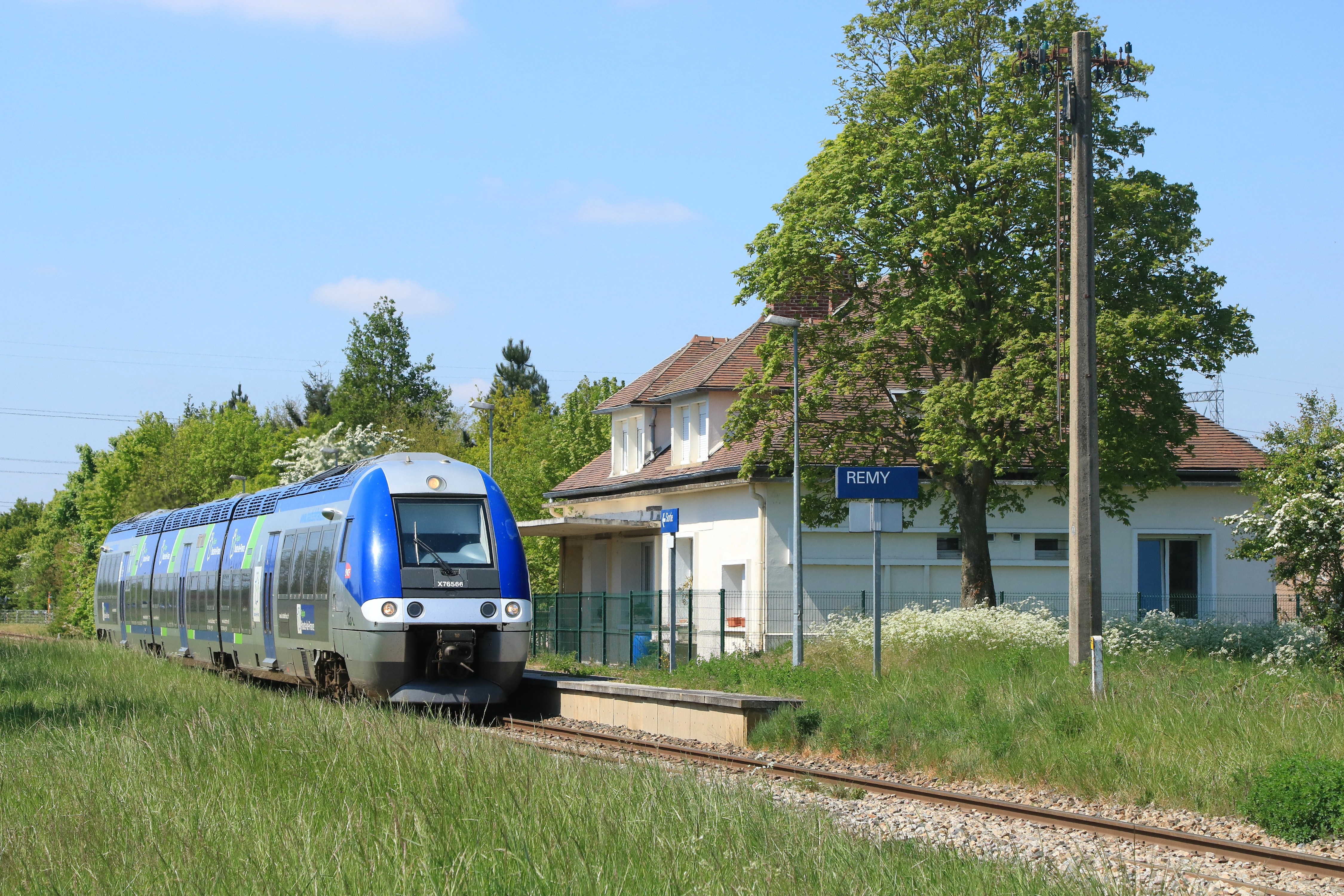
Un TER Amiens - Compiègne dessert la gare.

Remy est desservie par des trains TER Hauts-de-France qui effectuent des missions entre les gares Amiens et de Compiègne. En 2009, la fréquentation de la gare était de 16 voyageurs par jour.

### Intermodalité
Le stationnement des véhicules est possible à proximité de l'ancien bâtiment voyageurs. La gare est desservie par les lignes 662, 663, 6301, 6343 du réseau interurbain de l'Oise et par le service Hoplà Le Bus mis en place par la communauté de communes de la Plaine d'Estrées.